# Stampfleskopf
Der Stampfleskopf ist ein 3071 m ü. A. hoher Berggipfel in der Lasörlinggruppe (Venedigergruppe) im Nordwesten Osttirols.